# Число Келегана — Карпентера
| |
| |
| Число Келегана — Карпентера важно для вычисления силы воздействия волн жидкости на нефтяную платформу |

Число Келегана — Карпентера {\displaystyle K_{C}} в гидродинамике — безразмерная величина, критерий подобия, характеризующий отношение сил сноса к силам инерции для неподвижных плохообтекаемых тел в осциллирующем потоке жидкости (или, что то же самое, для осциллирующих плохообтекаемых тел в покоящейся жидкости). Малое число Келегана — Карпентера означает, что силы инерции доминируют, тогда при больших числах преобладают (турбулентные) силы сноса. 
Число Келегана — Карпентера определяется как
{\displaystyle K_{C}={\frac {V\,T}{L}},}
где V — амплитуда скорости осциллирующего потока (или амплитуда скорости объекта, когда он сам осциллирует);
T — период осцилляции;
L — характерный размер объекта, например, диаметр для цилиндра.